# La Rueda, Jalisco
La Rueda är en ort i Mexiko.   Den ligger i kommunen Teocuitatlán de Corona och delstaten Jalisco, i den centrala delen av landet, 400 km väster om huvudstaden Mexico City. La Rueda ligger 1 414 meter över havet och antalet invånare är 351.
Terrängen runt La Rueda är varierad. La Rueda ligger nere i en dal. Runt La Rueda är det ganska glesbefolkat, med 35 invånare per kvadratkilometer. Närmaste större samhälle är Teocuitatlán de Corona, 12,1 km väster om La Rueda. I omgivningarna runt La Rueda växer huvudsakligen savannskog.